# Bagniewo (Lubusz)
Pour les articles homonymes, voir Bagniewo.
Bagniewo (prononciation : [baɡˈɲevɔ]) est un village polonais de la gmina de Drezdenko dans le powiat de Strzelce-Drezdenko de la voïvodie de Lubusz dans l'ouest de la Pologne.
Il se situe à environ 10 km au sud-ouest de Drezdenko (siège de la gmina), 17 km au sud-est de Strzelce Krajeńskie (siège du powiat) et 32 km à l'est de Gorzów Wielkopolski (capitale de la voïvodie).
Le village compte approximativement une population de 100 habitants.

## Histoire
Au cours du deuxième partage de la Pologne en 1793, le village est annexé par le Royaume de Prusse. (voir Évolution territoriale de la Pologne)
Après la Seconde Guerre mondiale, avec la mise en œuvre de la ligne Oder-Neisse, le village retourne à la République populaire de Pologne. La population d'origine allemande est expulsée et remplacée par des polonais.
De 1975 à 1998, le village appartenait administrativement à la voïvodie de Gorzów.

Depuis 1999, il appartient administrativement à la voïvodie de Lubusz